# Trichogomphus lunicollis
Trichogomphus lunicollis är en skalbaggsart som beskrevs av Hermann Burmeister 1847. Trichogomphus lunicollis ingår i släktet Trichogomphus och familjen Dynastidae. Utöver nominatformen finns också underarten T. l. fujiokai.